# DGI-Huset Aarhus
DGI-huset i Aarhus er et idrætscenter på over 5.000 m², hovedsageligt indrettet i fredede bygninger på Centralværkstedets tidligere område i centrum af Aarhus, ved siden af Bruuns galleri og Aarhus Hovedbanegård. Huset blev indviet 11. oktober 2003.
DGI-Århusegnen tog initiativ til huset og har amtskontor, konsulent- og mødevirksomhed her. Foreningen blev opmærksom på mulighederne i det tidligere vognrevisionsværksteds tre sammenbyggede haller i vinteren 1996-97. Ombygning, renovering og tilbygning har kostet ca. 50 mill. DKK og blev udført af entreprenørfirmaet NCC med firmaerne Schmidt Hammer Lassen og 3XN som arkitekter og Rambøll som ingeniør.

## Faciliteter
Huset er både for idrætsforeninger og for borgere, der ikke er medlem af en forening. Foruden 3 haller af forskellig størrelse er der springsal, klatrevæg og rytmesal. Der blev opført et nyt forhus, som bygger bro til en fjerde hal og rummer reception, cafeområde, mødelokaler og Body & Mind på 110 m², der kan bruges til møder og receptioner for maks. 60 personer eller som træningslokale for rolige aktiviteter som yoga, pilates og anden mindfullness.
I august 2007 blev DGI-huset udvidet med fitness- og spinninglokaler i de to nederste etager af den fredede naboejendom Baumannhuset, som oprindeligt har rummet centralværkstedets kontorer.